# Russell Diethrick Park
 (mars 2025).
Le Russell E. Diethrick, Jr. Park est un stade de baseball, d'une capacité de 4200 places, située à Jamestown, ville de l'État de New York, aux États-Unis.
Propriété de la municipalité de Jamestown, il est le domicile des Jammers de Jamestown, club de baseball mineur de niveau « A - saison courte » évoluant en Ligue New York - Penn.

## Histoire
Le stade est construit en 1941 et est connu sous le nom de stade municipal de Jamestown (Jamestown Municipal Stadium en anglais). Il accueille alors les Falcons de Jamestown, club de baseball mineur évoluant en Ligue PONY et première incarnation des futurs Expos de Jamestown.
C'est le 9 août 1997 que le stade est baptisé du nom de Russell E. Diethrick, personnalité locale qui a longtemps œuvré et soutenu la pratique du baseball dans la commune.